# Lloyd Mondory
Lloyd Mondory (Cognac, 26 aprile 1982) è un ex ciclista su strada francese, professionista dal 2004 al 2015 e vincitore del Gran Premio del Canton Argovia 2008.

## Carriera
Tra gli Juniores si aggiudica nel 1999 il campionato nazionale in linea di categoria e nel 2000 il Trophée Centre Morbihan a tappe. Dopo tre stagioni fra gli Under-23, durante le quali vince tra le altre il Kreiz Breizh Elites 2003, nel 2004 viene ingaggiato dalla squadra francese AG2R Prévoyance. Nel 2005 ottiene il primo successo, in una cronometro a squadre alla Vuelta a Castilla y León, mentre nel 2006 conquista la classifica individuale della Coppa di Francia.
Nel 2008, sempre con la AG2R, vince la classifica riservata agli scalatori nella Tirreno-Adriatico; nella stessa stagione coglie le prime vittorie individuali da professionista, facendo suoi il Gran Premio del Canton Argovia e una frazione alla Parigi-Corrèze, e si piazza secondo in una tappa della Vuelta a España. Si ripete nel 2011, con un successo di tappa Étoile de Bessèges (in stagione è anche quinto alla Gand-Wevelgem), e nel 2014, quando vince una tappa alla Vuelta a Burgos.
Il 10 marzo 2015 viene trovato positivo all'EPO, e per questo sospeso per quattro anni, fino al 9 marzo 2019.

## Palmarès
- 2000 (Juniores)

Classifica generale Trophée Centre Morbihan
- 2002 (Jean Floc'h)

2ª tappa Tour du Loir-et-Cher (Mer > Mer)
4ª tappa Tour de Gironde (Cenon > Villenave-d'Ornon)
3ª tappa Triptyque des Barrages (Tarcienne > Tarcienne)
- 2003 (Jean Floc'h-Moréac 56)

1ª tappa Tour du Loir-et-Cher (Bloir > Chémery)
3ª tappa Kreiz Breizh Elites
Classifica generale Kreiz Breizh Elites
- 2008 (AG2R La Mondiale, due vittorie)

Gran Premio del Canton Argovia
2ª tappa Paris-Corrèze (Brive-la-Gaillarde > Chaumeil)
- 2011 (AG2R La Mondiale, una vittoria)

2ª tappa Étoile de Bessèges (Nîmes > Saint-Ambroix)
- 2014 (AG2R La Mondiale, una vittoria)

4ª tappa Vuelta a Burgos (Medina de Pomar > Villarcayo)

### Altri successi
- 2005 (AG2R Prévoyance)

3ª tappa Vuelta a Castilla y León (Toro > Toro, cronosquadre)
- 2006 (AG2R Prévoyance)

Classifica generale Coppa di Francia
- 2008 (AG2R La Mondiale)

Classifica GPM Tirreno-Adriatico
- 2011 (AG2R La Mondiale)

Classifica sprint Tour de Suisse

## Piazzamenti

### Grandi Giri
- Giro d'Italia

2007: 108º
- Tour de France

2009: 133º
2010: 118º
- Vuelta a España

2008: 120º
2011: 84º
2012: 104º
2013: 114º
2014: ritirato (15ª tappa)

### Classiche monumento
- Milano-Sanremo

2007: 50º
2008: 27º
2009: 11º
2010: 38º
2011: 41º
2012: 128º
2014: 40º
- Giro delle Fiandre

2005: ritirato
2007: ritirato
2008: ritirato
2009: ritirato
2010: 14º
2011: 17º
2012: 33º
2014: 27º
- Parigi-Roubaix

2005: ritirato
2008: ritirato
2009: 72º
2010: 17º
2011: ritirato
2012: 45º
2013: 27º
2014: ritirato